# Lucyliusz (imię)
Lucyliusz – imię męskie pochodzenia łacińskiego, od słowa lux, czyli "światło". 
Lucyliusz imieniny obchodzi razem z Lucylą: 29 lipca i 31 października.
Znane osoby o imieniu Lucyliusz:
- Lucyliusz, poeta rzymski
- Lucyliusz Bassus, gubernator Judei

Żeński odpowiednik: Lucyla